# Віюдита білоголова
Віюди́та білоголова (Arundinicola leucocephala) — вид горобцеподібних птахів родини тиранових (Tyrannidae). Мешкає в Південній Америці. Це єдиний представник монотипового роду Білоголова віюдита (Arundinicola).

## Опис

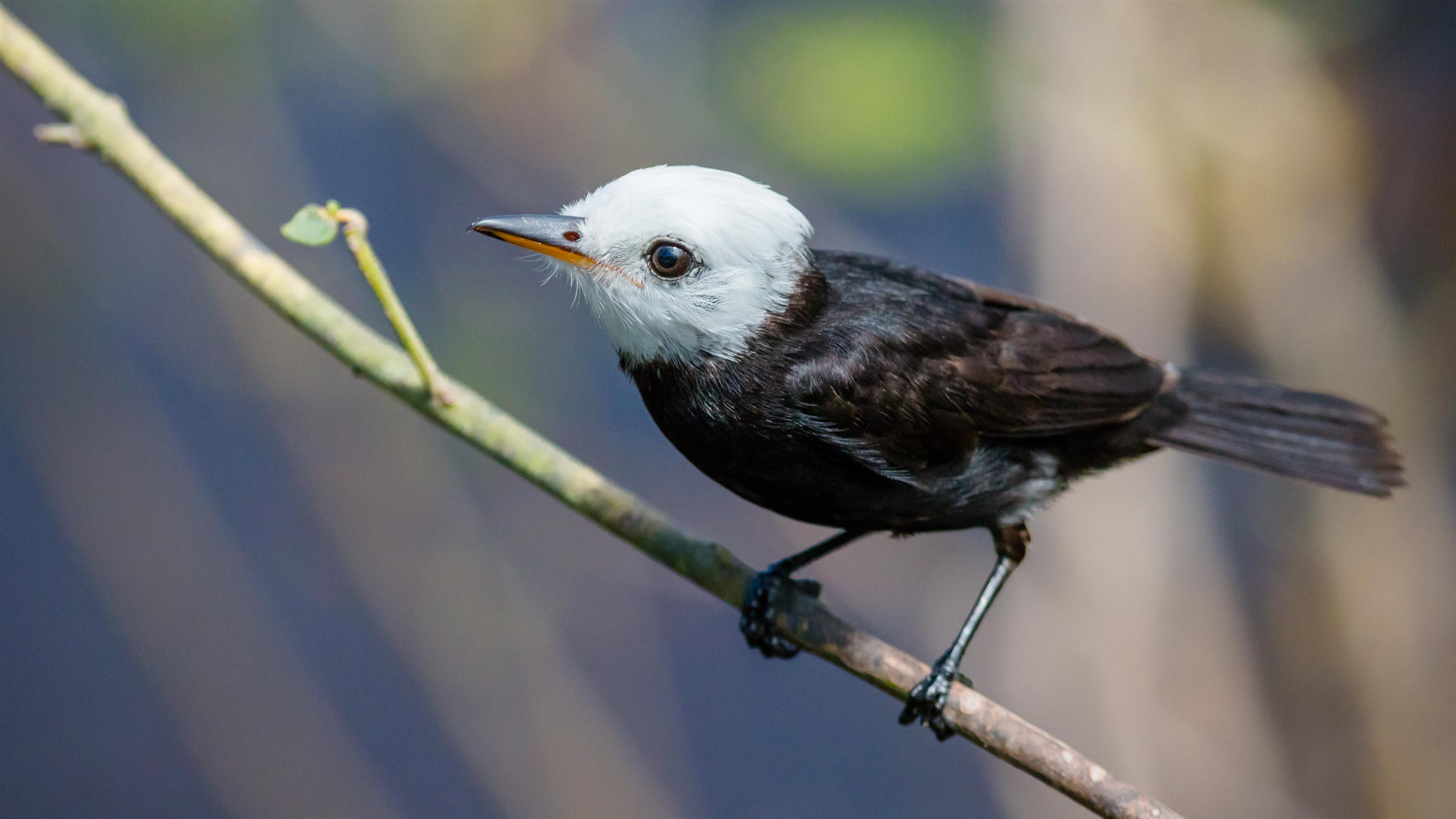
Самець білоголової віюдити

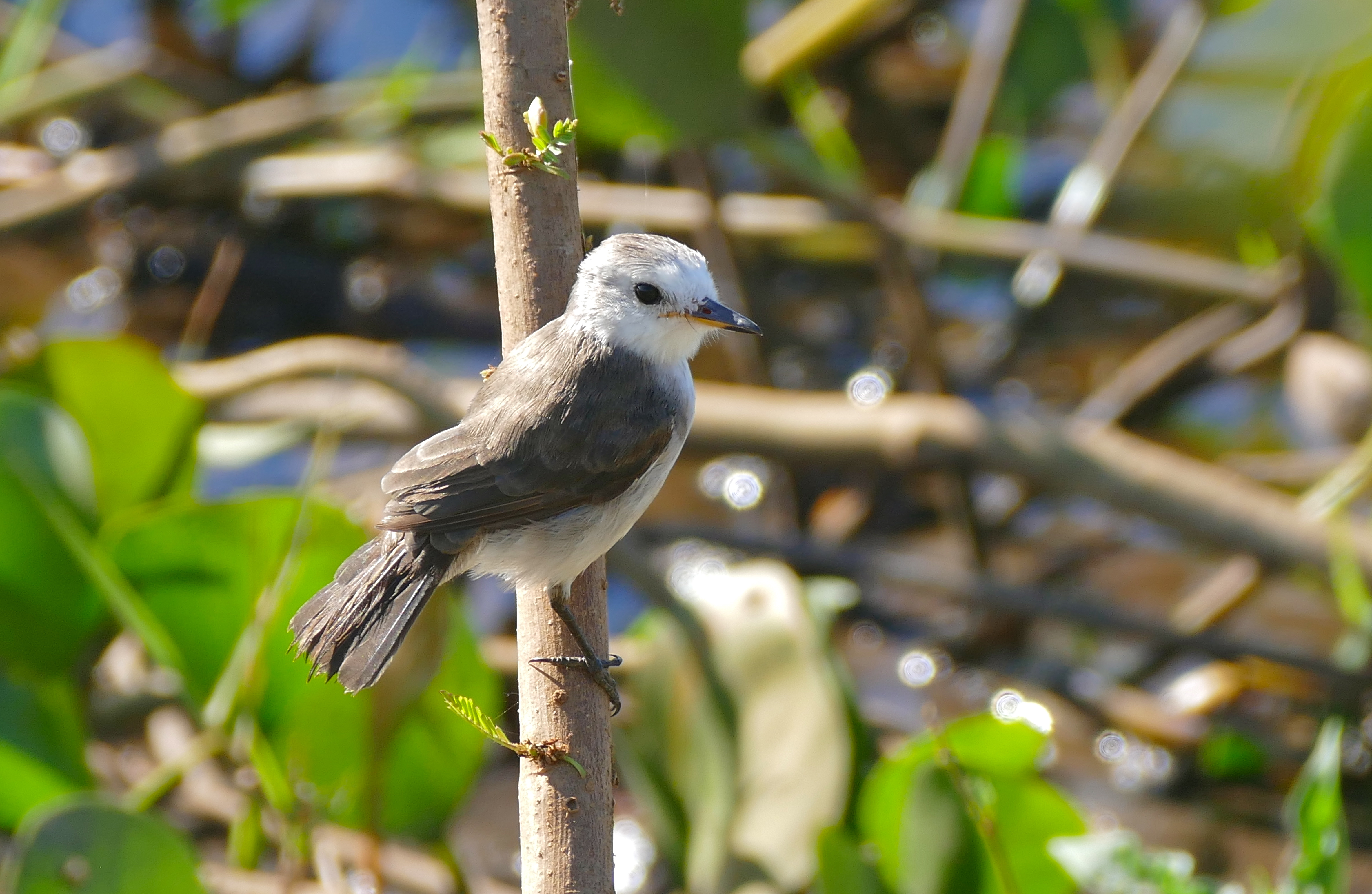
Самиця білоголової віюдити

Довжина птаха становить 12,7 см, вага 15 г. Виду притаманний статевий диморфізм. Забарвлення самців майже повністю чорне, за винятком білої голови. Дзьоб тонкий, зверху чорнуватий, знизу жовтий. У самиць верхня частина тіла і крила коричневі, хвіст чорний. Нижня частина тіла, скроні, обличчя і лоб білуваті. Очі карі, лапи темно-сірі.

## Поширення і екологія
Білоголові віюдити мешкають в Колумбії, Венесуелі, Гаяні, Французькій Гвіані, Суринамі, Бразилії, Парагваї, Аргентині і Перу, а також на півночі Болівії та на Тринідаді і Тобаго. Вони живуть у вологих саванах, в чагарникових заростях на берегах річок, озер і струмків, на болотах. Зустрічаються на висоті до 500 м над рівнем моря. Живляться комахами, на яких чатують поблизу води. Гніздо овальної форми з бічним входом, зроблене з трави та іншого рослинності, покрите пір'ям. В кладці 2-3 білувато-кремових яйця, поцяткованих коричневими плямками. Насиджують і самиці, і самці.